# Aziz Ibragimov
Aziz Ibragimov est un footballeur ouzbek né le 21 juillet 1986.

## En sélection
Aziz Ibragimov comptabilise 13 sélections et a marqué 3 buts avec l'équipe d'Ouzbékistan de football entre 2007 et 2011.
| #  | Date            | Lieu                   | Adversaire | Score | Résultat | Compétition                                                      |
| -- | --------------- | ---------------------- | ---------- | ----- | -------- | ---------------------------------------------------------------- |
| 1. | 2 juillet 2007  | Paju, Corée du Sud     | Irak       | 2–0   | Victoire | Match amical.                                                    |
| 2. | 14 juillet 2007 | Kuala Lumpur, Malaisie | Malaisie   | 5–0   | Victoire | Coupe d'Asie des nations de football 2007.                       |
| 3. | 2 juin 2008     | Singapour, Singapour   | Singapour  | 7–3   | Victoire | Éliminatoires de la Coupe du monde de football 2010 : zone Asie. |

## Palmarès
- Championnat de Lettonie : 2017